# Cartello della Costa
Il Cartello della Costa (in spagnolo Cartel de la Costa o Cartel de la Costa Atlántica) fu un cartello della droga che operava nella Colombia settentrionale tra il 1980 e il 2010, controllando principalmente il flusso di traffico di droga nella regione caraibica colombiana e in altre aree colombiane e nazioni limitrofe, così come la produzione locale. Il centro delle operazioni era la città di Barranquilla, per questo veniva anche chiamato il Cartello di Barranquilla (in spagnolo Cartel de Barranquilla).

## Storia
Il leader di questo cartello fu Alberto Orlandez Gamboa, noto con lo pseudonimo di El Caracol (La Lumaca), che ha vendicativamente eliminato la famiglia Valdeblanquez. È stato arrestato il 6 giugno del 1998 e fu estradato più tardi negli Stati Uniti dove si dichiarò colpevole per numerosi crimini legati al commercio di droga. I suoi membri furono Jose Reinaldo Fiallo Jacome El Nano, Jairo Duran Fernandez El Mico Duran (La Scimmia), il membro del Congresso del dipartimento di Magdalena Alex Duran Fernandez, fratello di El Mico Duran, Cruz Antonio Gonzalez Peña Crucito Gonzalez, Gustavo Salazar Bernal e Alexander Enrique Batalla El Alto (L'Alto) o Alex.
Altri membri importanti del Cartello della Costa fu il clan della famiglia Nasser Arana, che possedeva diversi beni e proprietà a Barranquilla e nella costa, incluso il lussuoso Hotel El Prado, ora gestito dal governo colombiano e prossimo ad entrare in una gara di appalto aperta. I membri più prominenti del clan erano Julio Cesar Nasser David, soprannominato El Turco (Il Turco) e la sua ex moglie Sheila Arana W (hanno divorziato nel 1984). Lei è stata catturata in Svizzera e poi estradata negli Stati Uniti nel settembre del 1994. Ha confermato di essere responsabile per aver spedito negli Stati Uniti circa 30 carichi di cocaina e marijuana tra il 1976 e il 1994, totalizzando oltre un milione di tonnellate di droga in quel Paese. Il suo ex marito fu anche coperto dall'estradizione ma morì per cause naturali il 13 gennaio del 2000, nella prigione di La Picota a Bogotá.
Dopo aver scontato la sua condanna in prigione, il loro figlio Jorge "Tito" Nasser fu ucciso a Barranquilla mentre usciva da una palestra. Carlos Alberto Nasser è stato catturato nel 1998. Claudia Nasser e Carlos Alberto "Capeto" Nasser sono stati dichiarati colpevoli di riciclaggio di denaro e arricchimento illecito. Nel 2001 Carlos Alberto "Capeto" Nasser Arana e sua sorella Claudia Nasser Arana sono stati assolti da un giudice di Bogotá.

## Altri membri
- José Reinaldo Fiallo Jácome, detto "El Nano": ha ordinato l'omicidio del cantante vallenato della band Binomio de Oro, Rafael Orozco Mestre, che avvenne l'11 giugno del 1992 a Barranquilla e fu commesso dalla sua guardia del corpo Sergio "Tato" Gonzalez. Entrambi Fiallo e Gonzalez furono assassinati in un ristorante a Medellín il 18 novembre del 1992 su ordine di Pablo Escobar.[6]
- Cruz Antonio Gonzalez Peña, soprannominato Crucito Gonzalez, ucciso nel bar Champagne Vallenato a Barranquilla con altre 6 persone, era un collaboratore di Alberto "El Caracol" Orlandez Gamboa.[7]
- Rafel De La Torre Rojas, a.k.a. El Burro (L'Asino) nato a Barranquilla, si crede sia stato mentore e collaboratore di El Caracol e che abbia giocato un ruolo di spicco nella fondazione del cartello. Si crede viva a Miami (Florida) o Paterson (New Jersey).
- Gustavo Salazar Bernal, ucciso a Cartagena il 30 agosto del 2001 da Jhon Fredy Orrego Marín, membro del Cartello di Norte del Valle. Bernal è stato ucciso perché è stato responsabile di aver perso una spedizione di droga dei "Los Mellizos" (I Gemelli) per l'Europa. Anche suo fratello Fernando Salazar Bernal è stato ucciso dal Cartello di Norte del Valle.[7]
- Alexander Enrique Batalla, soprannominato "Jesucristo", "El Alto" (L'Alto) o "Alex", vecchio collaboratore di El Caracol e boss di una vecchia organizzazione che trafficava eroina con tecniche aeronautiche negli aeroporti della Colombia e Stati Uniti per introdurre droga in quelle nazioni. Batalla è stato estradato nel 2010.